# Shane Lowry
Shane Thomas Lowry (Perth, Australia, 12 de junio de 1989) es un futbolista australiano que juega de defensa para el Johor Darul Takzim FC de la Superliga de Malasia. 

## Selección nacional
Ha sido internacional con la selección de fútbol sub-21 de Irlanda.

## Clubes
| Club                      | País       | Año       |
| ------------------------- | ---------- | --------- |
| Aston Villa               | Inglaterra | 2009-2012 |
| Plymouth Argyle (cedido)  | Inglaterra | 2009      |
| Leeds United (cedido)     | Inglaterra | 2010      |
| Sheffield United (cedido) | Inglaterra | 2011      |
| Millwall FC (cedido)      | Inglaterra | 2011–2012 |
| Millwall FC               | Inglaterra | 2012-2014 |
| Leyton Orient             | Inglaterra | 2014-2015 |
| Birmingham City           | Inglaterra | 2015-2016 |
| Perth Glory               | Australia  | 2016-2019 |
| Al-Ahli SC                | Catar      | 2019-     |